# Parry Lands South
Parry Lands South es una localidad de Trinidad y Tobago, que forma parte de la región de Siparia.

## Geografía
La localidad abarca parte de la isla Trinidad y limita al norte con Gonzales y Cochrane, al sur con Salazar Village, al este con Guapo Lot 10 y al oeste con Gonzales.

## Demografía
Datos demográficos de la localidad de Parry Lands South:
| Gráfica de evolución demográfica de Parry Lands South entre 2000 y 2011 |
|                                                                         |